# Liste der Baudenkmale in Baumgarten (Warnow)
In der Liste der Baudenkmale in Baumgarten sind alle denkmalgeschützten Bauten der Gemeinde Baumgarten (Mecklenburg-Vorpommern) und ihrer Ortsteile aufgelistet (Stand 10. Februar 2021). 

## Legende
In den Spalten befinden sich folgende Informationen:
- ID-Nr: Die Nummer wird von den Denkmalämtern der Landkreise vergeben. Wenn sie nicht bekannt ist, bleibt die Spalte leer. In dieser Spalte kann sich zusätzlich das Wort Wikidata befinden, der entsprechende Link führt zu Angaben zu diesem Denkmal bei Wikidata.
- Lage: die Adresse des Denkmales und die geographischen Koordinaten.
Link zu einem Kartenansichtstool, um Koordinaten zu setzen. In der Kartenansicht sind Denkmale ohne Koordinaten mit einem roten bzw. orangen Marker dargestellt und können in der Karte gesetzt werden. Denkmale ohne Bild sind mit einem blauen bzw. roten Marker gekennzeichnet, Denkmale mit Bild mit einem grünen bzw. orangen Marker.
- Bezeichnung: Bezeichnung, so wie sie in den offiziellen Listen der Denkmalämter steht. Ein Link hinter der Bezeichnung führt zum Wikipedia-Artikel über das Denkmal. Wenn die Bezeichnung der Denkmalämter inhaltlich fehlerhaft ist, ist in der Spalte „Beschreibung“ darauf hinzuweisen.
- Beschreibung: Beschreibung des Denkmales
- Bild: ein Bild des Denkmales und gegebenenfalls einen Link zu weiteren Fotos des Denkmals im Medienarchiv Wikimedia Commons

## Baudenkmale nach Ortsteilen

### Baumgarten
| ID   | Lage                    | Bezeichnung                                                      | Beschreibung | Bild                                                             |
| ---- | ----------------------- | ---------------------------------------------------------------- | --- | ---------------------------------------------------------------- |
| 0001 | Lindenstraße (Karte)    | Kirche (Lindenstraße) mit Einfriedung und Kriegerdenkmal 1914/18 | Ursprünglich spätgotische Feldsteinkirche, die stark erneuert wurde; Westturm mit Fachwerkaufsatz und Pyramidendach. | Kirche (Lindenstraße) mit Einfriedung und Kriegerdenkmal 1914/18 |
| 0002 | Lindenstraße 45 (Karte) | Bauernhof mit Bauernhaus und Stallscheune                        | |                                                                  |
| 0004 | Lindenstraße 54 (Karte) | Gaststätte "Deutsches Haus" mit Saalanbau                        | |                                                                  |
| 0005 | Lindenstraße 59 (Karte) | Bauernhaus                                                       | |                                                                  |
| 0006 | Poststraße 50 (Karte)   | Pfarrhaus                                                        | |                                                                  |
| 0007 | Warnowstraße 12 (Karte) | ehem. Meierei                                                    | |                                                                  |
| 0008 | Warnowstraße 27 (Karte) | Bauernhof mit Wohnhaus und zwei Wirtschaftsgebäuden              | |                                                                  |

### Gralow
| ID   | Lage          | Bezeichnung            | Beschreibung | Bild |
| ---- | ------------- | ---------------------- | ------------ | ---- |
| 0298 | Nr. 2 (Karte) | Bauernhaus mit Scheune |              |      |
| 0299 | Nr. 3 (Karte) | Bauernhaus             |              |      |

### Katelbogen
| ID   | Lage                     | Bezeichnung                    | Beschreibung | Bild                           |
| ---- | ------------------------ | ------------------------------ | --- | ------------------------------ |
| 0331 | Dorfstraße 8 (Karte)     | ehemalige Schule               | | ehemalige Schule               |
| 0332 | Dorfstraße 30 (Karte)    | Schloss mit Park und Tortürmen | 2-gesch. historisierendes Putzgebäude auf Feldsteinsockel von 1895 mit Walmdach und drei Zwerchgiebel sowie großem und kleinen Turm von 1906; zwei Türmchen stehen am Gutseingang; 1956 bis 1991 landwirtschaftliche Berufsschule mit Internat, danach Wohnhaus; Gut der Familien von Plessen, von Plüskow, Jasmund und von Voss. | Schloss mit Park und Tortürmen |
| 0333 | Dorfstraße 32/33 (Karte) | Wohnhaus                       | |                                |

### Laase
| ID  | Lage                     | Bezeichnung                                                        | Beschreibung | Bild                                                               |
| --- | ------------------------ | ------------------------------------------------------------------ | --- | ------------------------------------------------------------------ |
| 357 | Dorfstraße 14/15 (Karte) | Bauernhaus mit Rauchfang                                           | |                                                                    |
| 358 | (Karte)                  | Kirche mit Rest einer Fünte vor dem Turm, Friedhof und Einfriedung | Feldsteinkirche von um 1400 mit eingezogenem Chor, Ostwand in Backstein, und quadr. Westturm mit Pyramidendach; seltene, hölzerne, romanische Madonna aus der 2. Hälfte des 13. Jahrhunderts, Altarschrein von um 1400. | Kirche mit Rest einer Fünte vor dem Turm, Friedhof und Einfriedung |

### Qualitz
| ID   | Lage                    | Bezeichnung                                    | Beschreibung | Bild                                           |
| ---- | ----------------------- | ---------------------------------------------- | --- | ---------------------------------------------- |
| 0409 | Am Kirchberg 19 (Karte) | Pfarrhaus                                      | 1-gesch. Backsteinhaus von 1854 mit Krüppelwalm; Ensemble eines Dreiseitenhofs mit Fachwerkscheune und Fachwerk-Viehhaus.               |                                                |
| 0410 | Am Kirchberg 20 (Karte) | Küsterhaus mit Stallscheune                    | 1-gesch. Wohnhaus aus Backstein. |                                                |
| 0411 | Am Rötsal               | Wegweiser                                      | |                                                |
| 0412 | Ausbau 1 (Karte)        | Bauernhof mit Wohnhaus, Stall und Scheune      | |                                                |
| 0414 | Hauptstraße 48 (Karte)  | Bauernhaus                                     | |                                                |
| 0415 | Hauptstraße 32 (Karte)  | Forsthof mit Forsthaus, Scheune und Stall      | |                                                |
| 0416 | Hauptstraße (Karte)     | Kirche mit Friedhof und Kriegerdenkmal 1914/18 | Spätgotischer Bau aus Feld- und Backstein mit dreiseitigem Chorabschluss und Sakristeianbau; neugotischer Westturm vom 19. Jahrhundert. | Kirche mit Friedhof und Kriegerdenkmal 1914/18 |

### Schependorf
| ID   | Lage                  | Bezeichnung        | Beschreibung                                                                                    | Bild |
| ---- | --------------------- | ------------------ | ----------------------------------------------------------------------------------------------- | ---- |
| 0429 | Schependorf 9 (Karte) | Gutshaus mit Stall | 1-gesch. verputztes Haus von vor 1803 mit seitl. Zwerchgiebel, 2002 saniert für Ferienwohnungen |      |

### Wendorf
| ID  | Lage                       | Bezeichnung                                         | Beschreibung | Bild |
| --- | -------------------------- | --------------------------------------------------- | ------------ | ---- |
| 481 | Bützower Straße 21 (Karte) | Bauernhof mit Wohnhaus und zwei Wirtschaftsgebäuden |              |      |
| 482 | Bützower Straße 23 (Karte) | Bauernhof mit Wohnhaus und drei Wirtschaftsgebäuden |              |      |
| 483 | Bützower Straße 24         | Bauernhaus                                          |              |      |

## Ehemalige Baudenkmäler

### Baumgarten
| ID | Lage                    | Bezeichnung | Beschreibung | Bild |
| -- | ----------------------- | ----------- | ------------ | ---- |
|    | Lindenstraße 46 (Karte) | Bauernhaus  |              |      |

### Laase
| ID | Lage                                | Bezeichnung           | Beschreibung | Bild |
| -- | ----------------------------------- | --------------------- | ------------ | ---- |
|    | Dorfstraße/Ecke Lindenplatz (Karte) | Scheune aus Feldstein |              |      |
|    | Lindenplatz (Karte)                 | Scheune aus Backstein |              |      |

### Wendorf
| ID | Lage                        | Bezeichnung | Beschreibung | Bild |
| -- | --------------------------- | ----------- | ------------ | ---- |
|    | Qualitzer Straße 10 (Karte) | Wohnhaus    |              |      |

## Quelle
Denkmalliste des Landkreises Rostock A ‐ Z (Stand: 10. Februar 2021; PDF, 497 KB)
- Karte mit allen Koordinaten:
- OSM |
- WikiMap